# Claude Arabo
Claude Arabo (3. října 1937 Nice – 3. července 2013 Villefranche-sur-Mer, Francie) byl francouzský sportovní šermíř, který se specializoval na šerm šavlí. Francii reprezentoval v šedesátých letech. Na olympijských hrách startoval v roce 1960, 1964 a 1968 v soutěži jednotlivců a družstev. V soutěži jednotlivců vybojoval na olympijských hrách 1964 stříbrnou olympijskou medaili. V roce 1962 obsadil třetí místo na mistrovství světa v soutěži jednotlivců. S francouzským družstvem kordistů vybojoval na mistrovství světa v roce 1965, 1966 a 1967 třetí místo.